# 于凱
凱（1927年10月14日—1952年12月2日），中國共產黨員，中國共產黨中央社會部在台組織成員，1952年12月2日槍決于台北川端橋南端刑場。

## 生平
于凱抗戰時參加新四軍兒童團，1939年7月由政治部王逸君介紹加入中國共產黨，曾就讀山東省立第六聯合中學、平度中學，在平度中學附設國小擔任教務主任，1944年上級指派投考中國青年軍，在嘉興地區策動了整個大隊起義加入中國共產黨至浙皖邊區的黃山天目山地帶，與新四軍黃山支隊合流，戰後青年軍復員，于凱在浙江省嘉興青年中學畢業後，前往臺灣就讀於國立臺灣大學歷史學系（以下簡稱「臺大歷史系」）。
1948年，中國共產黨中央社會部派遣非（本名朱芳春）前往臺灣發展組織；他在抵臺後受臺灣省政府教育廳聘任為實用心理學班講師。隨後，在臺大歷史系就讀的于凱被于非吸收參加組織，又介紹國防部第三廳第一組中校參謀蘇藝林（其妻為于凱小學同學）與組織接觸，同時招募同系學生張慶、物理學系學生姜民權，組織學運小組，策動校內學運，並協助情報傳遞。
非來台時交付重要文件與于凱單線接觸，姜民權將于凱交付的重要文件藏匿于其宿舍蚊帳上的頂帳內，經調查局人員搜出，重要文件為中國共產黨中央社會部部長李克農之兩項指示與九大任務，主要是蒐集海陸空軍情報，策反將領陣前起義、動搖正取官吏加入、成立武裝和登陸接應點等。非與蘇藝林銜接關係，並恢復蘇藝林同學孫玉林黨籍，透過孫玉林經營泰豐米廠為資金來源，並指示由林振成、簡桂生印製偽鈔擾亂金融秩序，發展武裝基地。保安司令部獲得情資，跟蹤滲入人員進入該組織中，保安司令部多次申請進入台大校園逮捕于凱、姜民權、張慶等學生多次遭傅斯年回函拒絕。
1949年，于非潛逃回中華人民共和國境內。1950年月6日，國語日報的地下組織被揭發，于凱等105人被捕，導致蕭明華等35人被判處死刑，姜民權、胡連昇等75人於1951年6月遭判有期徒刑10年至15年不等；其中不乏無端牽連者如洪世鼎與孕妻朱瑜因參加于非授課的「心理學班」而被認定「參加叛亂組織」，其子洪維健因此成為土城生教所中「台灣最小的政治犯」。
于凱「自新」並協助獄方工作，供出宮樹桐、宋立卿、王甲寰、王詩品為蘇藝林在廣東陸大時吸收，來台後聯繫接觸加入組織，葛仲卿吸收遲紹春、李勉、王孝敏，李國萃為張敏生在青島時組織上級，來台躲藏於王恕銘台南住處，陳詩俊與于凱化名單線聯繫，受保密局釣魚後落網，梁鍾濬受同學于非吸收，指示其接近孫立人司令官，以及于凱指示蘇爾挺獲釋後繼續發展組織，接洽陳正宸、林天庶等。造成宮樹桐、宋立卿、葛仲卿、遲紹春、李國萃、陳詩俊、梁鍾濬、蘇爾挺等人先後被判處死刑。蘇藝林、于凱、路齊書皆在運作汙點證人，于凱臺灣省保安司令部以「未有績效」等由，在1952年將他判處死刑槍決，後被葬於六張犁亂葬崗。
陳英泰在回憶錄《回憶，見證白色恐怖》中表示：「我對於于凱連累那幾位去送死、進而惹出國防醫學院與台大案而連累許多人一事深感質疑，他是否太欠缺考慮？」「我相信他必定是被強迫身不由己，絕不會是出於真心要合作的；後來我聽到他還是被槍斃的消息。至1993年六張犁發現兩百多位當時被槍弊的人的墳墓堆裡發現有于凱、蘇藝林、陳平等很多于凱案的人的名字在其中，于凱還是逃不出被殺的厄運。」

## 相關案件
因國語日報案、蘇藝林案相關人衍伸之案件，包括鄭臣嚴案、宮樹桐等叛亂案、王子策等叛亂案、宋麟風、吳殿魁叛亂、張國維等叛亂案、朱冠軍等貪污案，也暴露了省工委山地支部，前後共計35人被判處死刑，包含吳國祥、周哲夫、蕭明華、鄭福春、嚴明森、蘇藝林、于凱、安學林、馬學樅、周一栗、田子彬、林振成、簡桂生、劉維杰、白靜寅、余熙、孫玉林、張慶、徐毅、葛仲卿、譚興坦、李學驊、陳平、宮樹桐、梁鍾濬、陳詩俊、遲紹春、蘇爾挺、李國萃、林範、鄭臣嚴、龍亞電、龍道典、王隆煜、段光洪先後遭到槍決，陳華則死於綠島獄中組織案，被判處死刑，朱冠軍因勾結孫玉林盜賣軍糧以貪汙罪處死。

## 紀念
2013年10月 北京西山國家森林公園的無名英雄廣場上立有無名英雄紀念碑，為紀念來台灣在1950年代被處決「隱避戰線烈士」而設立。于凱銘刻於紀念碑上為，中共國家安全部追認中華人民共和國烈士。

## 平反
2018年12月7日，促進轉型正義委員會促轉三字第1075300145A號函文，公告受難者黃藻儒君等1505人應予平復司法不法之刑事有罪判決暨其刑，其中(40)安潔字第 436 號，有關于凱意圖顛覆政府而著手實行之有罪判決暨其刑及沒收之宣告正式撤銷

## 外部連結
- 重返白色陰霾壟罩的校園 陳翠蓮老師談四六事件與白色恐怖– 台大歷史系學會學術部ntuhistoryacademic.（页面存档备份，存于）